# Пенцинг (Вена)
Пенцинг (нем. Penzing) — четырнадцатый район Вены.
Площадь района составляет 33,8 км², население — 93 366 человек (1 января 2021), плотность населения — 2773 чел./км².
Пенцинг состоит из округов Пенцинг, Брайтенезее (Breitensee), Баумгартен (Baumgarten), Хюттельдорф (Hütteldorf) и Хадерсдорф-Вайдлингау (Hadersdorf-Weidlingau). Значительная часть района, в основном это Хадерсдорф-Вайдлингау, покрыта лесами (около 47 % общей площади Пенцинга), относящимся к Венскому Лесу. Здесь нет городской застройки. Благодаря этому, Пенцинг является вторым «наиболее зеленым» районом Вены после Хитцинга, который удерживает первое место за счет Лайнцер Тиргартена.
В районе расположена конечная станция 4-й линии метро. Часть линии проходит по его южной границе с Хитцингом.

## Население
| Год  | Численность |
| ---- | ----------- |
| 2005 | 81785       |
| 2006 | 82829       |
| 2007 | 83246       |
| 2008 | 83751       |

| Год  | Численность |
| ---- | ----------- |
| 2009 | 83980       |
| 2010 | 84090       |
| 2011 | 84566       |
| 2012 | 84973       |

| Год  | Численность |
| ---- | ----------- |
| 2013 | 86248       |
| 2014 | 87597       |
| 2015 | 89303       |
| 2016 | 91596       |

| Год  | Численность |
| ---- | ----------- |
| 2017 | 92337       |
| 2018 | 92752       |
| 2019 | 92990       |
| 2020 | 93634       |

## Достопримечательности
- Вилла Вагнер 1 или Особняк Фукса построенная Отто Вагнером. В 1972 году здание купил художник Эрнст Фукс; теперь это музей его памяти.
- Дворец Лаудона — барочный дворец с парком и прудом в Хадерсдорфе
- Больница Отто Вагнера: главное здание построено с 1904 по 1907. Знаменитый архитектор югендстиля Отто Вагнер участвовал в планировании. Комплекс включает в себя Церковь Ам-Штайнхоф, Театр Югендстиля и мемориал для нацистских преступлений в медицине.
- Дом им. Фурманна: самое старое здание на западе Вены с барочным фресковым залом.
- Технический музей Вены находится у восточной границы района; открыт в 1918 году.
- Стадион «Альянц»: дом футбольного клуба «Рапид»

## Галерея

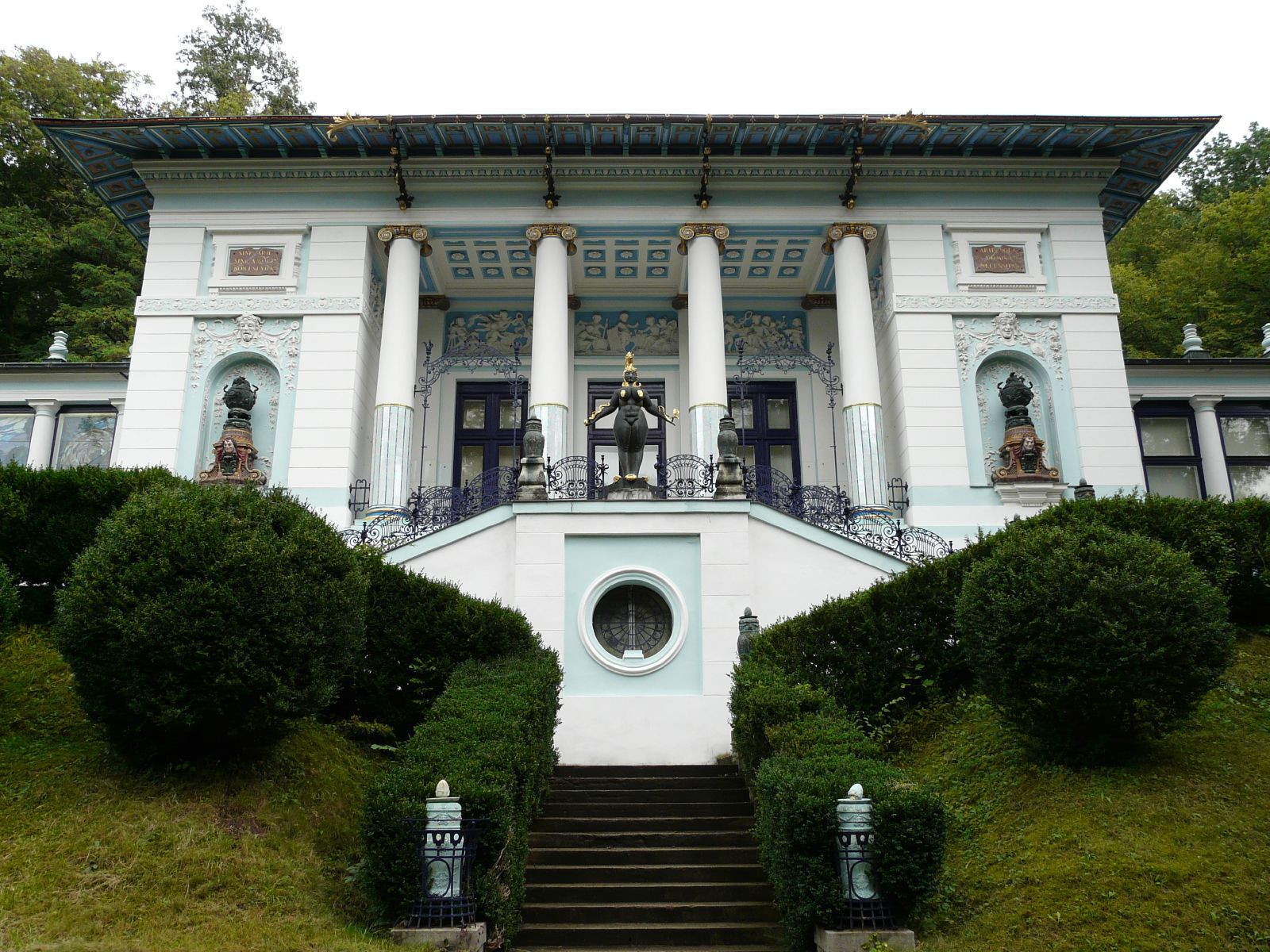
Вилла Вагнер 1 (особняк им. Фукса)
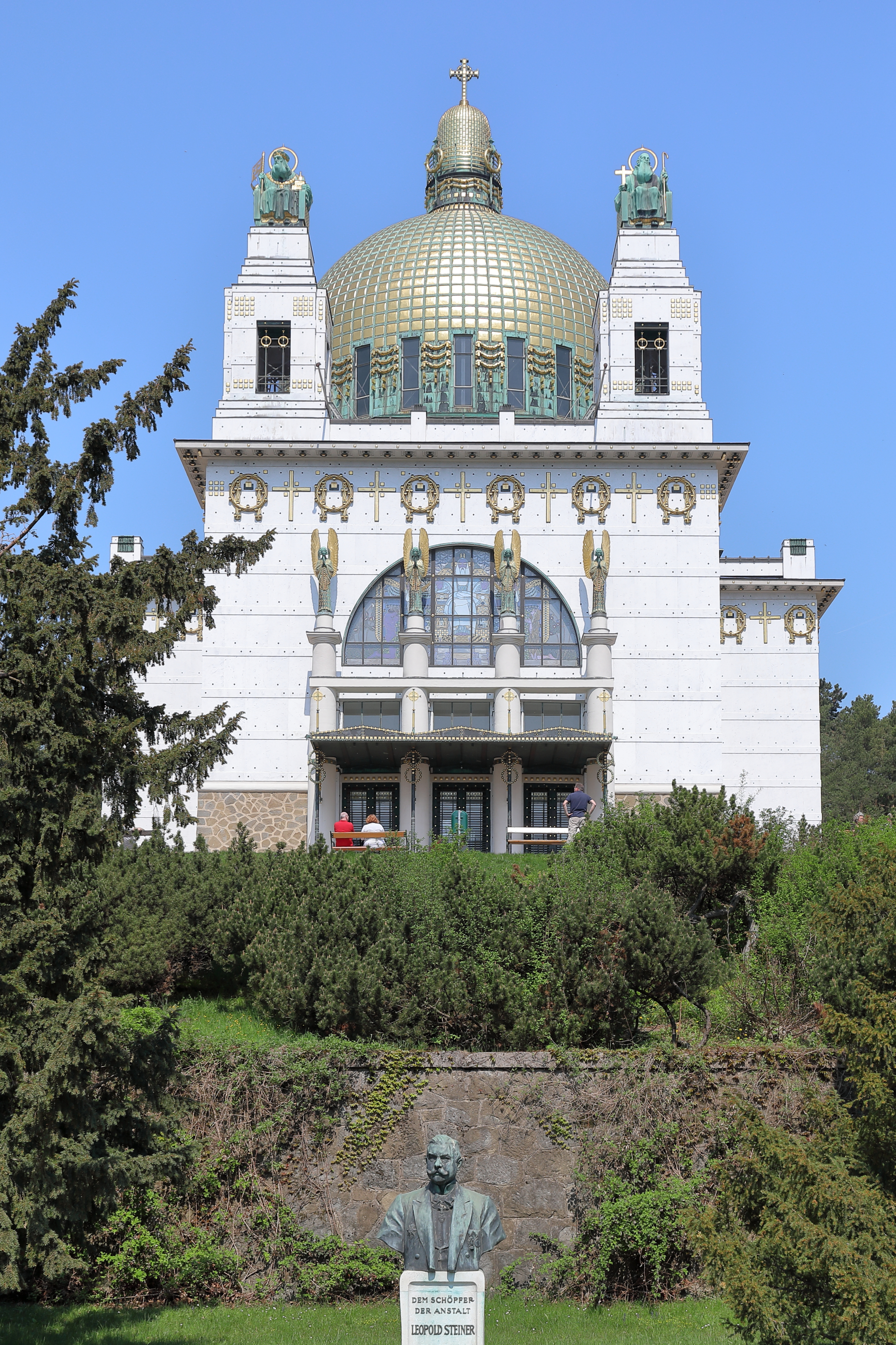
Церковь Ам-Штайнхоф
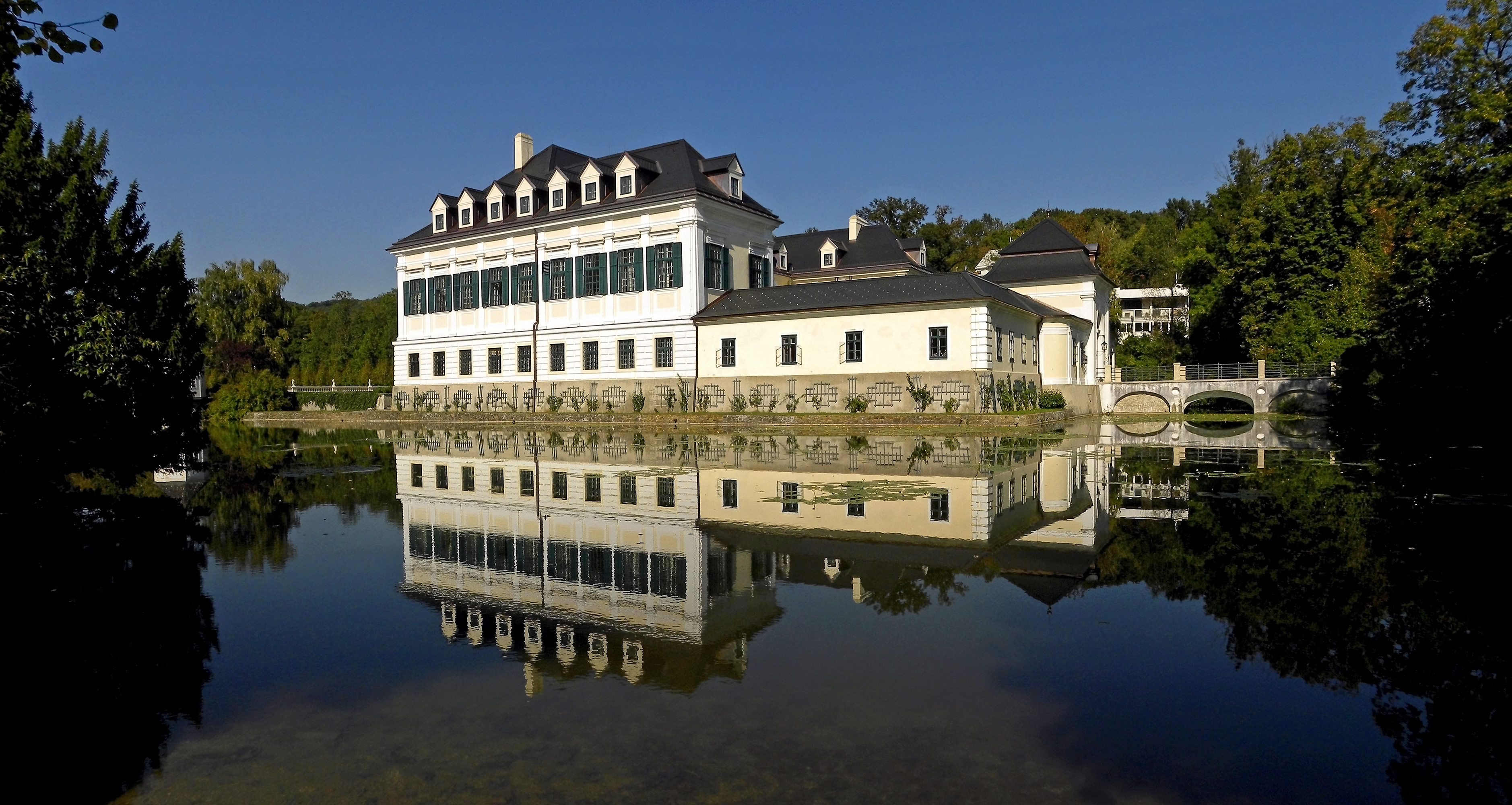
Дворец Лаудона
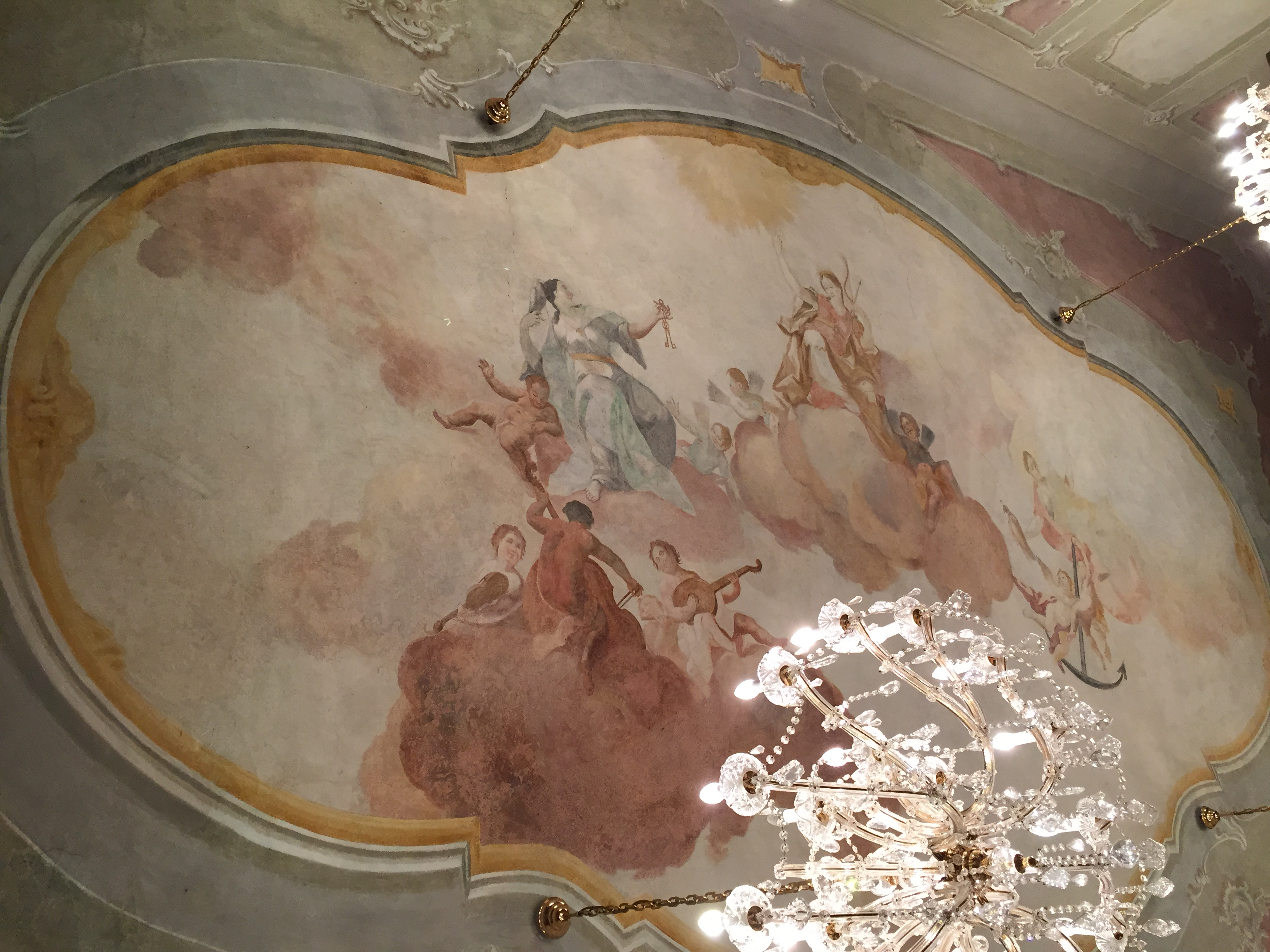
Дом им. Фурманна, фреска